# 좌파공산주의
좌파공산주의(左派共產主義, 영어: Left communism) 또는 공산주의 좌파(共產主義左派, 영어: communist left)란 마르크스-레닌주의와 사회민주주의의 관념 및 실천들을 비판하는 공산주의 내부 좌파를 말한다. 좌파공산주의는 일반적으로 두 가지 큰 조류로 나뉜다. 하나는 네덜란드-독일 좌파이고, 다른 하나는 이탈리아 좌파다.
네덜란드-독일 좌파공산주의, 또는 평의회공산주의(council communism)는 러시아혁명 이후 코민테른의 입당전술과 소비에트의 형해화, 공산당 권력의 강화를 비판했다. 주요 인물로 안톤 판네쿡, 오토 륄레, 헤르만 호르터, 카를 코르쉬, 실비아 팽크허스트, 헨리에테 홀스트 등이 있다. 평의회주의자들은 볼셰비키의 10월 혁명과 그 결과물인 공산당 관료제가 부르주아적 성격을 가진 국가자본주의 체제라고 보았고, 스탈린 이전에 레닌부터 비판하였다.
이탈리아 좌파공산주의, 또는 보르디가주의(Bordigaism)는 제1차 세계대전 중에 이탈리아 사회당, 이탈리아 공산당 내부에서 형성되었다. 아마데오 보르디가가 이론적 영수였다. 보르디가주의자들은 평의회주의자들과 달리 스스로를 레닌주의자로 정체화하였고, 다만 스탈린에 의해 정립된 마르크스-레닌주의만 사이비 레닌주의라는 입장을 취했다. 전위당을 반대하고 평의회 민주주의를 주장한 평의회주의와 달리 보르디가주의는 평의회에 큰 관심이 없고 전위당을 주장한다. 국제공산당이 보르디가주의 인터내셔널이다.
그 밖에 혁명 이전 러시아의 알렉산드르 보그다노프, 막심 고리키 등의 브페료드(전진파)를 러시아 좌파공산주의라고 말하기도 한다.(p. 8) 이 흐름은 니콜라이 부하린, 알렉산드라 콜론타이 등으로 이어졌지만 구성원 대부분이 레닌주의로 전향하면서 소멸하였다. 이들 중 서유럽 평의회공산주의와 비슷한 입장을 끝까지 유지한 가브릴 미아스니코프는 1927년 공산당에서 제명되고 대숙청 때 살해당했다.
중국의 문화대혁명 와중에 당의 통제를 벗어나 급진화된 소위 극좌파 집단, 특히 호남성회무산계급혁명파대연합위원회(성무련)에서 좌파공산주의 경향을 보여준 것으로 평가받는다.
이 경향들은 모두 레닌주의보다 더 극좌 입장이고 의회주의와 인민전선을 반대했다는 정도의 공통점을 가지고 있지만, 다른 부분들에 있어서는 내용이 굉장히 상이하다.

## 같이 보기
- 마르크스주의
- 정통마르크스주의
- 자율주의
- 평의회공산주의
- 좌익
- 자유지상주의적 사회주의
- 룩셈부르크주의